# New Technology Telescope

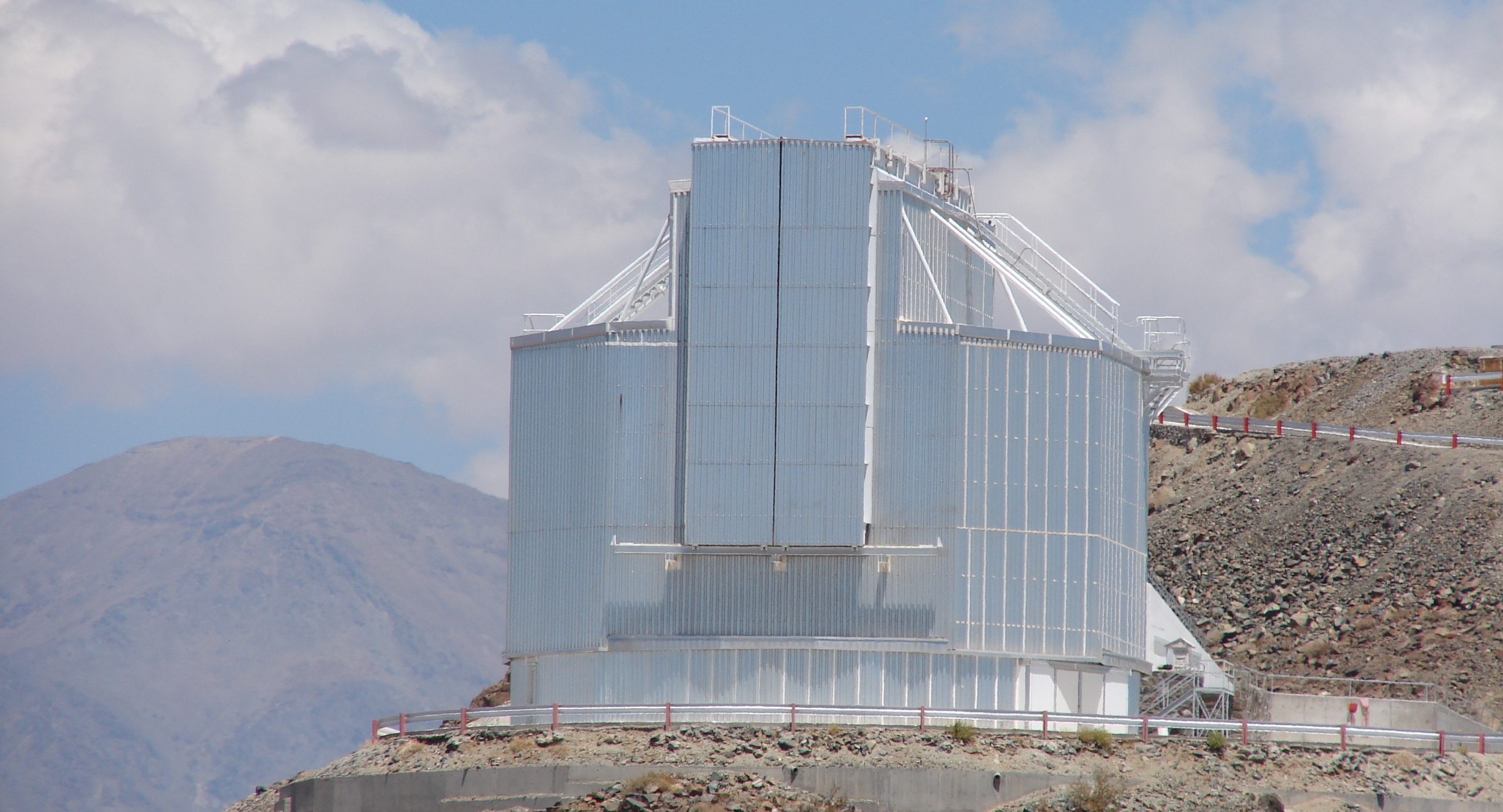
New Technology Telescope

Das New Technology Telescope (NTT) ist ein Altazimut Ritchey-Chrétien-Cassegrain-Teleskop mit einem 3,58-Meter-Spiegel.
Es gehört zur Europäischen Südsternwarte, ist Teil des La-Silla-Observatoriums in Chile und war ein früher Pionier der Technologie der aktiven Optik. Im Jahr 1989 begann der Betrieb des Teleskops.
Sowohl Teleskop als auch das Kuppeldesign wurden damals hinsichtlich optimaler Bildqualität vollkommen neu konzipiert.
Es befindet sich in einer Höhe von 2375 m bei den Koordinaten 29° 15′ 32,1″ S, 70° 44′ 1,5″ W.

## Eigenschaften

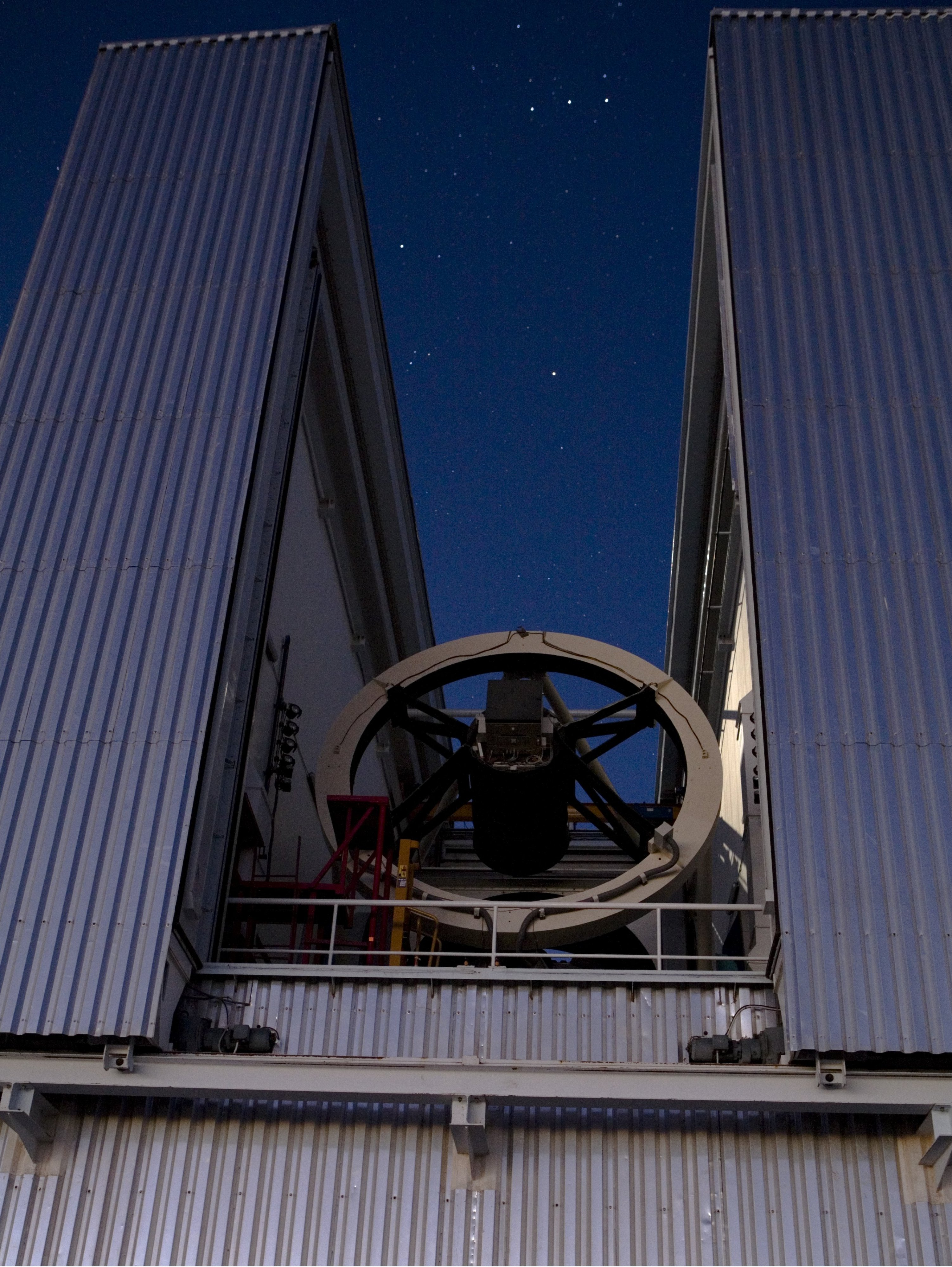
Das NTT mit geöffneter Kuppel

Der Hauptspiegel des NTT ist flexibel und kann durch Aktuatoren während der Beobachtungszeit aktiv in seine optimale geometrische Form gebracht werden. Der Sekundärspiegel kann ebenfalls aktiv in allen drei Dimensionen gesteuert werden.
Diese von der ESO entwickelte Technologie der aktiven Optik wird inzwischen an allen größeren, modernen Teleskopen wie beispielsweise dem Very Large Telescope und dem zukünftigen E-ELT genutzt.
Das oktogonale Design der Kuppel des NTT ist eine weitere technologische Entwicklung. Die Kuppel ist einerseits relativ klein, anderseits wird durch das Klappen-Ventilationssystem ein gleichmäßiger Luftstrom entlang des Spiegels mit signifikant herabgesetzter Turbulenz erzeugt, was zu einer deutlich besseren Bildqualität führt.
Obwohl diese Technologie in anderen Teleskopen wie beispielsweise dem Nordic Optical Telescope auch schon früher verbaut wurde, war es das NTT, bei der die aktive Optik zum ersten Mal zum vollen Einsatz kam.
Die Namensgebung war programmatisch für viele der genutzten, teils revolutionären Eigenschaften. Besondere Beachtung fand die Luftströmung am Spiegel, einerseits wegen des optimierten Lüftungssystems, anderseits wegen der Reduktion von Hitzequellen in der Nähe des Spiegels. Auch nach seinem Bau wurden etliche Weiterentwicklungen sowohl an Hard- wie auch Software am NTT verprobt und verbaut, um seine Qualität zu verbessern und fanden sich später auch wieder im Very Large Telescope.

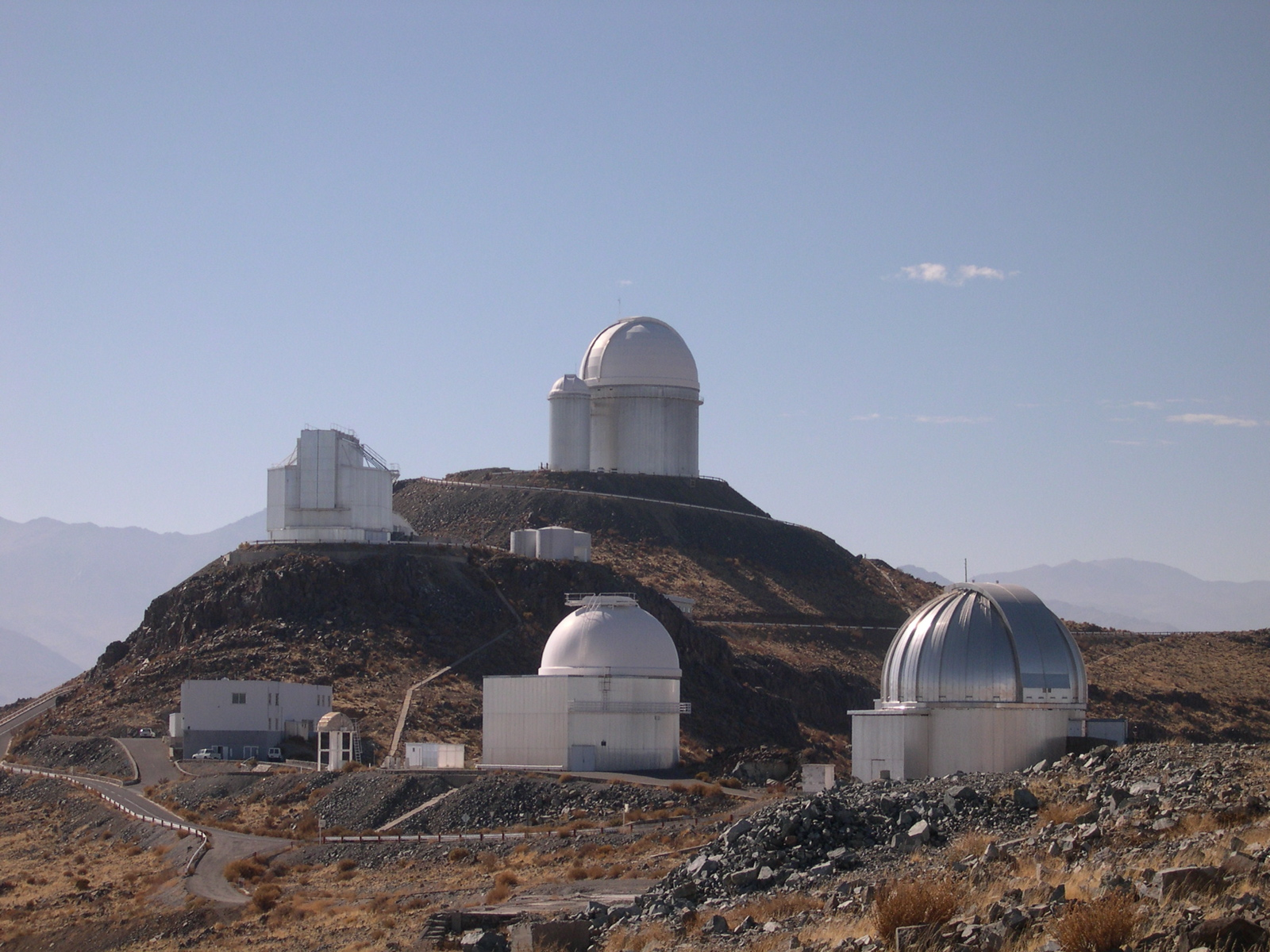
Das NTT auf La Silla links oben

Das New Technology Telescope hatte anfänglich das gleiche Problem wie das Hubble Space Telescope mit einem fehlerhaft kalibriertem Spiegel. Beim NTT konnte aber allein durch die aktive Optik der Fehler behoben werden.

## Instrumente
Zurzeit ist das NTT mit zwei Instrumenten ausgerüstet:
- SofI: (Son of ISAAC, ein VLT Instrument), eine Nah-Infrarot-Kamera und ein Spektrograf niedriger Auflösung, mit zeitlich hochauflösendem Polarimeter
- EFOSC2: (ESO Faint Object Spectrograph and Camera, v.2), eine optische Kamera und niedrigauflösendem Spektrografen mit multiobject-spektroskopischer, polarimetrischer und koronographischer Konfigurierbarkeit, früher auch bereits am ESO-3,6-m-Teleskop im Einsatz

## Entdeckungen
Das NTT und seine Instrumente waren beteiligt an astrophysikalisch wichtigen Entdeckungen wie der
Auflösung des galaktischen Zentrums, ersten Beobachtungen sonnenähnlicher Oszillationen bei einem Stern und dem Brechen mehrerer Entfernungsrekorde bei Entdeckung weit entfernter Galaxien.
Es half mit bei der Entdeckung einer Scheibe um einen massereichen jungen Stern, wodurch das Rätsel der Sternentstehung bei massereichen Sternen geklärt wurde und es steuerte bedeutende Beobachtungsergebnisse bei zur Klärung der Frage, wie Asteroiden durch den Sonnenwind verändert werden.
Zu den bedeutendsten Errungenschaften gehören womöglich die Beobachtungen zu den Orbits der Sterne um das galaktische Zentrum, die mithalfen, die Masse und den Radius des supermassiven Schwarzen Lochs unserer Milchstraße zu bestimmen.